# Filemon Elifas
Filemon yElifas lyaShindondola, meist Filemon Elifas, auch Filemon Elifas Shuumbwa (* 10. Oktober 1932 in Südwestafrika; † 16. August 1975 in Onamagongwa), war ein traditioneller Führer und Politiker in Südwestafrika (seit 1990 Namibia).
Elifas war von 1972 bis zu seinem Tod König der Ondonga. Von 1972 bis 1973 war er als solcher Chefratsmitglied des Homeland Ovamboland und von 1973 bis zu seinem Tod als Chefminister faktisches Staatsoberhaupt des dann autonomen Landes.
Elifas fiel einem Mordanschlag zum Opfer. Mehr als 200 Personen wurden in Zusammenhang mit den Mordermittlungen verhaftet, wovon sechs zur Anklage gebracht wurden. Der Mord wurde bis heute nicht aufgeklärt.